# Mtonia
Mtonia je monotipski rod glavočika smješten u podtribus Grangeinae, dio tribusa Astereae. potporodica Asteroideae. 
Jedina vrsta je M. glandulifera, jednogodišnja raslinja iz Tanzanije. Vrsta je ugrožena.